# Holms Čapel
Holms Čapel (engl. Holmes Chapel) je selo i građanska opština u ujedinjenoj upravnoj oblasti Cheshire East. Do 1974. opština je bila poznata pod imenom Church Hulme. Holms Čapel je 13 km (8,1 mi) severno od Krua i 34 km (21 mi) severno od Mančestera.
Prema popisu iz 2001. godine u selu je bilo 5,669 stanovnika. Prema indeksu o razvijenosti sela, selo se rangira kao osamnaesta oblast po razvijenosti u UK. Železnička stanica u Holms Čapelu pruža usluge Mančesteru i Kruu čineći selo pogodnijim za putnike. Swettenham Meadows Nature Reserve nalazi se 4 km (2,5 milje) istočno od sela, a Goostrey leži na severu.
Selo ima određen broj javnih zgrada. Takođe ima i trgovinsku zonu sa supermarketom, ribarnicom, kladionicom, prodajom nekretnina, apotekom i bibliotekom, tu je takođe i hardver sop i pekara. Selo ima jednu srednju školu Holmes Chapel Comprehensive School i dve osnovne Holmes Chapel Primary School i Hermitage Primary School.

## Geografija
Holms Čapel je smešteno unutar Cheshire Plain, leži na sredini reke River Dane koja vijuga sa severa do kraja sela. Selo je u okrugu Cheshire East a pod upraviteljstvom Congleton borough.
Holms Čapel je od 1980. u partnerstvu sa Besankurom iz Francuske.

## Religija
Crkva Svetog Luke sagrađena je 1430. godine.

## Značajni stanovnici
Hari Stajls, član grupe One Direction bio je stanovnik ovog sela i pohađao je Holmes Chapel Comprehensive School. Otkako je postao treći 2010. godine u Britanskom X Faktoru, Stajls se preselio u London.

## Spoljašnje veze
- Holmes Chapel Parish Concil
- Holmes Chapel Partnership
- St Luke's Parish Church, Holmes Chapel